# Sainte-Marie-la-Mer
Sainte-Marie eller Sainte-Marie-la-Mer (på Catalansk: Santa Maria la Mar) er en by og kommune i departementet Pyrénées-Orientales i Sydfrankrig.

## Geografi
Kommunen ligger ved Middelhavet øst for Perpignan. Den gamle by Sainte-Marie, bygget op om kirken af samme navn, ligger 2 km fra kysten. Den nye bydel Sainte-Marie-Plage ligger helt ned til havet, 3 km nord for Canet-en-Roussillon.

## Demografi

### Udvikling i folketal
| 1962                                                              | 1968 | 1975 | 1982  | 1990  | 1999  | 2007  | 2014  | 2017  |
| ----------------------------------------------------------------- | ---- | ---- | ----- | ----- | ----- | ----- | ----- | ----- |
| 876                                                               | 975  | 931  | 1.285 | 2.171 | 3.452 | 4.145 | 4.762 | 4.773 |
| Tal fra og med 1962 er uden dobbelttælling (sans doubles comptes) |      |      |       |       |       |       |       |       |